# Забавы и рассказы
«Заба́вы и расска́зы» — детский журнал, выходивший в Санкт-Петербурге с 1863 по 1867 год.

## История
Полное название — «Забавы и рассказы. Журнал для детей первого возраста (от 6—10 лет)». Журнал выходил ежемесячно с 1863 по 1867 год.
Издавал «Забавы и рассказы» Маврикий Вольф, редактировала А. А. Цейдлер.
В первые годы в журнале преобладали небольшие рассказы религиозно-нравственного содержания сопровождаемые цветными иллюстрациями, сценки для домашнего детского театра, песенки. Со временем в журнале увеличилось количество познавательного материала. В последние годы печатались популярные исторические, географические и естественнонаучные статьи, описания путешествий, биографии замечательных людей.